# Îles Caïmans aux Jeux olympiques d'hiver de 2014
Les Îles Caïmans participent aux Jeux olympiques d'hiver de 2014 à Sotchi en Russie du 7 au 23 février 2014. Il s'agit de leur deuxième participation à des Jeux d'hiver.

## Ski alpin
Les Îles Caïmans ont obtenu les places suivantes :
- Compétitions masculines: 1 place

| Athlète     | Épreuves     | Course 1               | Course 1 | Course 2 | Course 2 | Total | Total |
| Athlète     | Épreuves     | Temps                  | Rang     | Temps    | Rang     | Temps | Rang  |
| ----------- | ------------ | ---------------------- | -------- | -------- | -------- | ----- | ----- |
| Dow Travers | Slalom       | DNF                    | DNF      | -        | -        | -     | -     |
| Dow Travers | Slalom géant | 1 min 7 s 3 (+20 s 33) | 76e      | DNF      | DNF      | -     | -     |